# Valvoline 200 1991
Valvoline 200 1991 var ett race som var den tredje deltävlingen i PPG IndyCar World Series 1991. Racet kördes den 21 april på Phoenix International Raceway. Arie Luyendyk tog sin första seger för säsongen, medan mästerskapsledande Bobby Rahal fortsatte att rada upp andraplatser. Emerson Fittipaldi slutade trea, med Michael Andretti på fjärde plats.

## Slutresultat
| Plats | Förare                | Team                     | Grid | Kvaltid |
| ----- | --------------------- | ------------------------ | ---- | ------- |
| 1     | Arie Luyendyk         | Vince Granatelli Racing  | 9    | 22,052  |
| 2     | Bobby Rahal           | Galles-Kraco Racing      | 4    | 21,611  |
| 3     | Emerson Fittipaldi    | Marlboro Team Penske     | 5    | 21,621  |
| 4     | Michael Andretti      | Newman/Haas Racing       | 2    | 21,430  |
| 5     | Rick Mears            | Marlboro Team Penske     | 1    | 21,386  |
| 6     | Al Unser Jr.          | Galles-Kraco Racing      | 8    | 21,947  |
| 7     | Danny Sullivan        | Patrick Racing           | 6    | 21,712  |
| 8     | Eddie Cheever         | Chip Ganassi Racing      | 11   | 22,404  |
| 9     | Mario Andretti        | Newman/Haas Racing       | 3    | 21,435  |
| 10    | Jeff Andretti         | Bruce Leven Racing       | 14   | 22,664  |
| 11    | John Andretti         | Hall/VDS Racing          | 7    | 21,669  |
| 12    | Scott Pruett          | Truesports Co.           | 12   | 22,513  |
| 13    | Scott Brayton         | Dick Simon Racing        | 10   | 22,209  |
| 14    | Hiro Matsushita       | Dick Simon Racing        | 17   | 23,156  |
| 15    | Mark Dismore          | Arciero Racing           | 21   | 25,039  |
| 16    | Mike Groff            | Euromotorsport           | 13   | 22,627  |
| 17    | Al Unser              | A.J. Foyt Enterprises    | 18   | 23,333  |
| 18    | Tony Bettenhausen Jr. | Bettenhausen Motorsports | 16   | 23,140  |
| 19    | Randy Lewis           | Dale Coyne Racing        | 20   | 23,901  |
| 20    | Guido Daccò           | Genoa Racing             | 19   | 23,550  |
| 21    | Scott Goodyear        | UNO Racing               | 15   | 23,058  |
| 22    | Jeff Wood             | Dale Coyne Racing        | 22   |         |